# Gare de Barrie South
La gare de Barrie South est une gare de trains de banlieue dans l'extrémité sud de la ville de Barrie en Ontario. La gare est située sur Yonge Street, à l'angle de Mapleview Drive. Elle est desservie par les trains de banlieue de la ligne Barrie de GO Transit.

## Situation ferroviaire
La gare est située à la borne 59,5 milles (95,8 km) de la subdivision Newmarket de Metrolinx, entre les gares d'Allandale Waterfront et de Bradford. De Bradford, la ligne s'incurve vers le nord, longeant des champs agricoles en direction de la ville de Barrie. À l'extrémité sud de la ville, les trains s'arrêtent à cette gare. Les trains continuent vers le nord, en direction du lac Simcoe et de la gare d'Allandale Waterfront.

## Histoire
Le service ferroviaire vers Barrie existait depuis de nombreuses années. Le service de Via Rail était exploité jusqu'à Barrie le long de la même ligne que le service actuel de GO Transit, mais lorsque GO a repris l'exploitation de la ligne en 1982, elle a raccourci le service jusqu'à Bradford. Barrie s'est retrouvée avec un service de bus reliant Newmarket. La ligne a été prolongée vers le nord jusqu'à Barrie en 1990, avec un prolongement possible jusqu'à Orillia. Toutefois, en raison d'un faible taux d'achalandage et des compressions budgétaires gouvernementales découlant de la récession des années 1990, le service ferroviaire vers Barrie a été abandonnée et ramené à Barrie en juillet 1993.
Au début des années 2000, GO cherchait à prolonger le service ferroviaire à Barrie. La première étape a été la construction d'une nouvelle gare à l'extrémité sud de Barrie, associée à un nouveau garage à proximité. Le service ferroviaire vers la ville de Barrie, qui avait été absent depuis 1993, a été rétabli avec l'ouverture de la gare de Barrie South le 17 décembre 2007. Barrie South est devenu le terminus nord de la ligne jusqu'au 30 janvier 2012, date à laquelle Allandale Waterfront a ouvert ses portes, à côté de la gare historique d'Allandale, près du bord du lac. Cela a permis aux clients d'avoir une connexion directe avec le centre-ville de Barrie sans avoir à transférer vers le service d'autobus local à la gare de Barrie South.

## Service aux voyageurs

### Accueil
La billetterie de GO Transit est ouverte en semaine de 5 h 10 à 9 h 25, fermée les fins de semaine et jours fériés. L'ambassadeur de la gare GO peut aider les clients à configurer un type de tarif ou à définir un trajet par défaut sur la carte Presto. Les clients disposent également d'options en libre-service, notamment l'achat d'un billet papier dans un distributeur automatique de billets, le chargement d'une carte Presto dans un distributeur automatique de billets compatible avec Presto, l'achat d'un billet électronique avec leur téléphone intelligent et le paiement au valideur avec une carte de crédit sans contact ou une carte Presto.
La gare est équipée d'une salle d'attente, des toilettes, d'un abri de quai chauffé, de Wi-Fi, d'un téléphone payant, d'un stationnement incitatif, et d'un débarcadère. Le stationnement incitatif dispose des places réservées et d'une zone de covoiturage.

### Dessert
À partir du 8 avril 2023, sept trains en provenance d'Allandale Waterfront et à destination de la gare de Toronto Union s'arrêtent à cette gare pendant la période de pointe du matin. Aux heures de pointe de l'après-midi, sept trains à destination d'Allandale Waterfront s'arrêtent à cette gare. Le week-end, six trains à destination d'Union et six à destination d'Allandale Waterfront s'arrêtent à cette gare.
En dehors des heures de pointe, un service de bus est proposé en direction de la gare Union de Toronto, avec une correspondance soit à la gare d'Aurora, soit à celle d'East Gwillimbury. Les bus en direction de Barrie s'arrêtent à la gare d'Allandale Waterfront. Comme GO Transit déplace son service de bus de la gare routière du centre-ville vers Allandale Waterfront, les passagers se dirigeant vers le centre-ville de Barrie doivent faire une correspondance avec les bus locaux de Barrie Transit.

### Intermodalité

#### GO Transit
- 68 Barrie - Newmarket (tous les jours, pour relier les trains qui terminent leur trajet à Aurora)
  - Direction nord vers le terminus Barrie
  - Direction sud vers la gare d'Aurora

#### Barrie Transit
- 3B Painswick
  - Direction nord vers le terminus Barrie
- 4A East Bayfield
  - Direction nord vers l'entrée nord du mail Georgian via le terminus Barrie
- 8A RVH / Yonge
  - Direction sud vers Park Place
- 8B Crosstown / Essa
  - Direction nord vers le Collège Georgian via le terminus Barrie